# Дейн, Карл
Карл Дейн (англ. Karl Dane; 12 октября 1886, Копенгаген — 14 апреля 1934, Лос-Анджелес, Калифорния) — американский киноактёр датского происхождения. Играл в немых фильмах; не сумев перейти в эпоху звукового кино из-за своего акцента, полностью разорившись, потеряв всех жён, совершил самоубийство.

## Биография

### Ранние годы, эмиграция
Расмус Карл Теркельсен Готлиб (дат. Rasmus Karl Therkelsen Gottlieb — таково настоящее имя актёра) родился 12 октября 1886 года в Копенгагене. Отец — Расмус Карл Мариус Готлиб, мать — Анна Катрина Симонсен Готлиб, два брата — Рейнальд Мариус и Вигго Эйлер. Будущий актёр рос в неблагополучной семье: его отец много пил, мало зарабатывал, поэтому семья в 1903 году распалась.
Подростком вместе с братом получил профессию токаря. В 1907 году был призван на службу в армию, два года был артиллеристом, дослужившись до звания младший капрал. 10 сентября 1910 года женился на портнихе Карле Дагмар Хаген, от этого брака остались двое детей: Эйлерт Карл (род. 1911) и Ингеборга Хелен (род. 1912). С началом Первой Мировой войны снова был призван в армию, прослужил год, уволившись в звании капрала.
Поскольку тогда в Дании, да и вообще в Европе, работы было мало, Расмус Карл Теркельсен Готлиб решил уплыть в США. Семью с собой он не взял, пообещав вернуться к ним богатым. 25 января 1916 года он сел на пароход «Оскар II» с 25 долларами в кармане и без малейшего знания английского языка. Две с половиной недели спустя будущий актёр впервые ступил на американскую землю. Вместе с приятелем, Чарльзом Линдгреном, он поселился в Бруклине, нашёл работу металлурга, но спустя несколько месяцев уехал в Линкольн (штат Небраска), где устроился автомехаником, но уже летом 1917 года вновь вернулся в Нью-Йорк, устроившись по специальности, машинистом, зарабатывая около 3 долларов в неделю.

### Карьера
В конце 1917 года Готлиб впервые снялся в эпизодической роли в малобюджетном короткометражном фильме, в итоге, правда, сцены с его участием были вырезаны, но зарплата в семь раз большая (3 доллара (более 70 долларов в ценах 2019 года) в день), чем его нынешняя, сподвигла его вплотную заняться актёрской карьерой. Уже в следующем году он снялся в заметной роли в германофобском фильме «Мои четыре года в Германии», имевшем большой успех, и с тех пор появлялся в кино регулярно, став профессиональным актёром немого кино. Снявшись в 1918—1919 годах ещё в трёх лентах той же антигерманской направленности, актёр, взявший псевдоним Карл Дейн, переехал в Голливуд. В 1919 году он развёлся со своей женой, оставшейся за океаном.
В начале 1921 года Дейн встретил эмигрантку из Швеции, Хелен Бенсон, 15 июня того же года пара поженилась, Карл бросил свою зарождавшуюся актёрскую карьеру, переехав с женой в город Ван-Найс (штат Калифорния), где они завели куриную ферму. 9 августа 1923 года Бенсон умерла при родах, новорождённую спасти также не удалось. Из депрессии Дейна вывел его друг, Чарльз Хатчисон, который в декабре 1923 года уговорил его сняться в своём киносериале.
8 марта 1924 года он женился в третий раз на телефонистке Эмме Ауилде Пибоди Сойер, которая была старше его на семь лет, но этот брак продолжался лишь до 30 сентября того же года. Больше Дейн женат никогда не был, хотя с июня по ноябрь 1928 года жил гражданским браком с русской танцовщицей и актрисой Таис Вальдемар (урождённая Анастасия Георгиевна Киселёва-Волконская). После окончания отношений она потребовала взыскать с него 75 000 долларов за нарушение обещания жениться, но суд её просьбу отклонил.
На пике своей карьеры, в 1926—1927 годах, Дейн зарабатывал огромную по тем временам сумму до 1500 долларов в неделю. 13 июля 1928 года он официально стал гражданином США, и тогда же официально поменял себе имя на Карл Дейн. С 1928 года превосходство звукового кино над немым стало очевидно. Многие хорошие актёры, имевшие акцент, очень часто становились невостребованными; так произошло и с Дейном. В 1930 году Metro-Goldwyn-Mayer, на которую Дейн работал последние четыре года, разорвала контракт с актёром. В 1930—1931 годах Дейн работал на Paramount Pictures в водевильных выездных турах. В ноябре 1931 года Дейн с несколькими компаньонами организовали горнодобывающую корпорацию, но она прогорела спустя два месяца. В феврале 1932 года Дейн вернулся в водевиль, теперь с сольными выступлениями, но выступал лишь несколько месяцев. В 1933 году появился в своём последнем фильме и с лета этого года пытался самостоятельно заключить сделку в горнодобывающей отрасли, потратив на это остатки сбережений и полностью разорившись. Он пытался работать слесарем, столяром, официантом, даже продавал хот-доги у офиса Metro-Goldwyn-Mayer, где он когда-то был «звездой», но нигде не задерживался надолго.

### Смерть
13 апреля 1934 года у Дейна на улице вытащили все его деньги — 18 долларов (ок. 352 долларов в ценах 2019 года). На следующий день он должен был идти в театр с молодой подругой по имени Франсис Лик, но на свидание не пришёл. Франсис забеспокоилась, пришла к нему домой и с помощью домовладелицы выломала дверь. Карл Дейн сидел мёртвый в кресле, в его руке был пистолет, в голове — дыра. Предсмертная записка актёра гласила: «Франсис, все мои друзья, прощайте». Никто не выразил желания забрать тело и похоронить Дейна, поэтому в полицейский морг труп поступил с сопроводительной запиской: «Возможно, есть родственники в Дании. Подождать некоторое время». Его родственников честно пытались разыскать, даже дали объявления в нескольких ведущих копенгагенских газетах, но родственники узнали о смерти Дейна лишь спустя несколько недель. Известный актёр, земляк Дейна, Джин Хершолт, смог уговорить Metro-Goldwyn-Mayer организовать и оплатить похороны, которые состоялись 18 апреля в присутствии примерно полусотни человек на кладбище «Голливуд навсегда». Всё наследство, оставшееся от некогда успешной и богатой звезды кинематографа, было оценено в 197 долларов.
8 февраля 1960 года на Голливудской Аллее Славы была открыта звезда Карла Дейна (6140, Голливудский бульвар).

## Память
У себя на родине, в Дании, Карл Дейн долго оставался малоизвестным актёром, пока в 2006 году, на его 120-летие, не был опубликован развёрнутый материал в журнале Fokus. В 2009 году вышла биография актёра.

## Избранная фильмография
За 10 лет в кинематографе Карл Дейн снялся в 52 фильмах.
- 1918 — «К чёрту кайзера![англ.]» / To Hell with the Kaiser! — фон Хольвег
- 1925 — «Большой парад» / The Big Parade — Слим
- 1925 — «Огни Старого Бродвея[англ.]» / Lights of Old Broadway — отец Рузвельта
- 1925 — «Его секретарша[англ.]» / His Secretary — швейцар
- 1926 — «Богема» / La Bohème — Бенуа, швейцар
- 1926 — «Алая буква» / The Scarlet Letter — Джилс
- 1926 — «Барделис Великолепный» / Bardelys the Magnificent — Роденард
- 1926 — «Сын шейха» / The Son of the Sheik — Рамадан
- 1927 — «Красная мельница» / The Red Mill — капитан Якоп ван Гооп
- 1928 — «Люди искусства» / Show People — гость на банкете (камео, в титрах не указан)
- 1928 — «Тропа 98-го года[англ.]» / The Trail of '98 — Ларс Петерсен
- 1928 — «Псевдоним «Джимми Валентайн»[англ.]» / Alias Jimmy Valentine — швед
- 1929 — «Таинственный остров» / The Mysterious Island — (в титрах не указан)
- 1929 — «Герцог уходит прочь[англ.]» / The Duke Steps Out — Барни, шофёр Герцога
- 1930 — «Казённый дом» / The Big House — Олсен
- 1930 — «Луна Монтаны[англ.]» / Montana Moon — Хэнк
- 1930 — «Билли Кид[англ.]» / Billy the Kid — Свенсон
- 1933 — «Шепчущая Тень[англ.]» / The Whispering Shadow — Спаркс, диспетчер